# Sofija Šiškina
Sofija Dmitrievna Šiškina (in russo София Дмитриевна Шишкина?; Suna, 30 settembre 1998) è una calciatrice russa, attaccante del CSKA Mosca e della nazionale russa.

## Palmarès

### Club

#### Competizioni nazionali
- Campionato russo: 1

Zvezda 2005 Perm': 2017
- Coppa di Russia: 2

Zvezda 2005 Perm': 2018, 2019